# پدرو آلبیز کومپوس
پدرو آلبیز کومپوس (انگلیسی: Pedro Albizu Campos; ۱۲ سپتامبر ۱۸۹۱ – ۲۱ آوریل ۱۹۶۵) (۱۸۹۱–۱۹۶۵) وکیل، سیاستمدار و رهبر ملی‌گرای پورتوریکویی بود. او از سال ۱۹۳۰ تا زمان مرگش در سال ۱۹۶۵ به عنوان رئیس حزب ملی‌گرای پورتوریکویی خدمت کرد. آلبیزو کامپوس از مدافعان سرسخت استقلال پورتوریکو از ایالات متحده بود و در طول زندگی حرفه‌ای خود در اعتراض‌ها و نمایش‌های نافرمانی مدنی شرکت داشت. او به دلیل فعالیت‌های خود چندین بار دستگیر و زندانی شد و در طولانی‌ترین دوران زندانش که بیش از یک دهه به طول انجامید، مورد آزار شدید جسمی و روحی قرار گرفت. آلبیزو کامپوس حتی پس از مرگش همچنان در سیاست و ناسیونالیسم پورتوریکویی بسیار تأثیرگذار بود و بسیاری از پورتوریکویی‌ها هنوز او را به عنوان قهرمان و نماد مقاومت در برابر استعمار می‌دانند.